# Exsultet
Exsultet (lat. zajásej) je v římské liturgii název velikonočního hymnu, který zpívá jáhen na začátku velikonoční vigilie. Jedná se o oslavný zpěv na velikonoční svíci čili paškál, která je znamením vzkříšeného Krista.
Exsultet vznikl zřejmě mezi 5. a 7. stoletím, avšak jeho původ zůstává nejasný.